# إيتل فريدرش الأول
إيتل فريدرش الأول، كونت هوهنتسولرن هيخنغن (بالألمانية: Eitel Friedrich IV von Hohenzollern؛ 7 سبتمبر 1545 – 16 يناير 1605) كان أرستقراطيًا ألمانيًا ومؤسس خط هوهنتسولرن هيخنغن، وهو أحد فروع عائلة هوهنتسولرن الحاكمة في ألمانيا.

## النشأة
وُلد إيتل فريدرش في مدينة زيغمارينغن عام 1545، وهو الابن الثاني للكونت كارل الأول من هوهنتسولرن وزوجته آنا من فورتمبرغ. تلقى تربية أرستقراطية تليق بعائلة من النبلاء، وتم تدريبه على شؤون الحكم والسياسة في البلاطات الألمانية الجنوبية.

## الأسرة
تزوج إيتل فريدرش الأول من فيرونيكا من مانتوا (Veronika von Mantua)، وهي نبيلة إيطالية تنحدر من إحدى العائلات المرتبطة ببلاط دوقية مانتوا. وقد ساهم هذا الزواج في توطيد العلاقات بين بيت هوهنتسولرن وبعض الأسر الإيطالية الأرستقراطية.
أنجب الزوجان عددًا من الأبناء، من أبرزهم:
- يوهان غيورغ من هوهنتسولرن هيخنغن: خلف والده ككونت للمنطقة، ولعب دورًا مهمًا في تعزيز السلطة المحلية.
- كارل لودفيغ وفيلهلم، واللذان التحقا بالخدمة العسكرية أو الكنسية ضمن المؤسسات التابعة للإمبراطورية الرومانية المقدسة.

امتد نسل إيتل فريدرش لاحقًا ليشمل شخصيات أرستقراطية كان لها دور بارز في الشؤون الألمانية حتى القرن التاسع عشر.

## تأسيس خط هوهنتسولرن هيخنغن
في عام 1576، وبعد تقسيم ممتلكات العائلة بين الإخوة، حصل إيتل فريدرش على منطقة هيخنغن وأصبح أول من يحمل لقب "كونت هوهنتسولرن هيخنغن"، ليؤسس بذلك خطًا جديدًا من سلالة هوهنتسولرن، استمر حتى القرن التاسع عشر.

## وفاته
توفي الكونت إيتل فريدرش الأول في مدينة هيخنغن بتاريخ 16 يناير 1605، عن عمر ناهز 59 عامًا، بعد أن وضع أساسًا لخط أرستقراطي أصبح فيما بعد جزءًا من تاريخ الممالك الجرمانية.